# هوارد تايلور (تنس)
هوارد تايلور (بالإنجليزية: Howard Taylor)‏ هو لاعب كرة مضرب أمريكي سابق بدأ مسيرته كمحترف سنة 1879، اعتزل اللعب في 1890. كما أنه أحد أبطال الجراند سلام. حقق البطولة الوطنية الأمريكية للزوجي في سنة 1889 مع شريكه هنري سلوكم.